# Die Kinder von Eden
Die Kinder von Eden ist ein Roman von Ken Follett, dessen englische Originalausgabe unter dem Titel The Hammer of Eden 1998 erschien. Die deutsche Übersetzung wurde 1999 veröffentlicht.

## Inhalt
Eine kleine Kommune im US-Bundesstaat Kalifornien soll dem Bau eines Kraftwerkes weichen. Derartige Kraftwerke sollen in ganz Kalifornien gebaut werden. Die jeweiligen Landbesitzer sollen für den Verlust ihres Landes entschädigt werden, um an anderer Stelle neu siedeln zu können. Da die Kommune das Land allerdings nur gepachtet hat, werden die Mitglieder keine Entschädigung erhalten. Um den Gouverneur des Staates zu erpressen, bilden einige Mitglieder der Kommune eine terroristische Vereinigung, die sich Die Kinder von Eden nennt. Sie drohen, ein Erdbeben auszulösen, sofern nicht der Bau sämtlicher Kraftwerke in Kalifornien gestoppt wird. Um den Verdacht von sich und ihren Zielen abzulenken, wird eine falsche Spur gelegt.

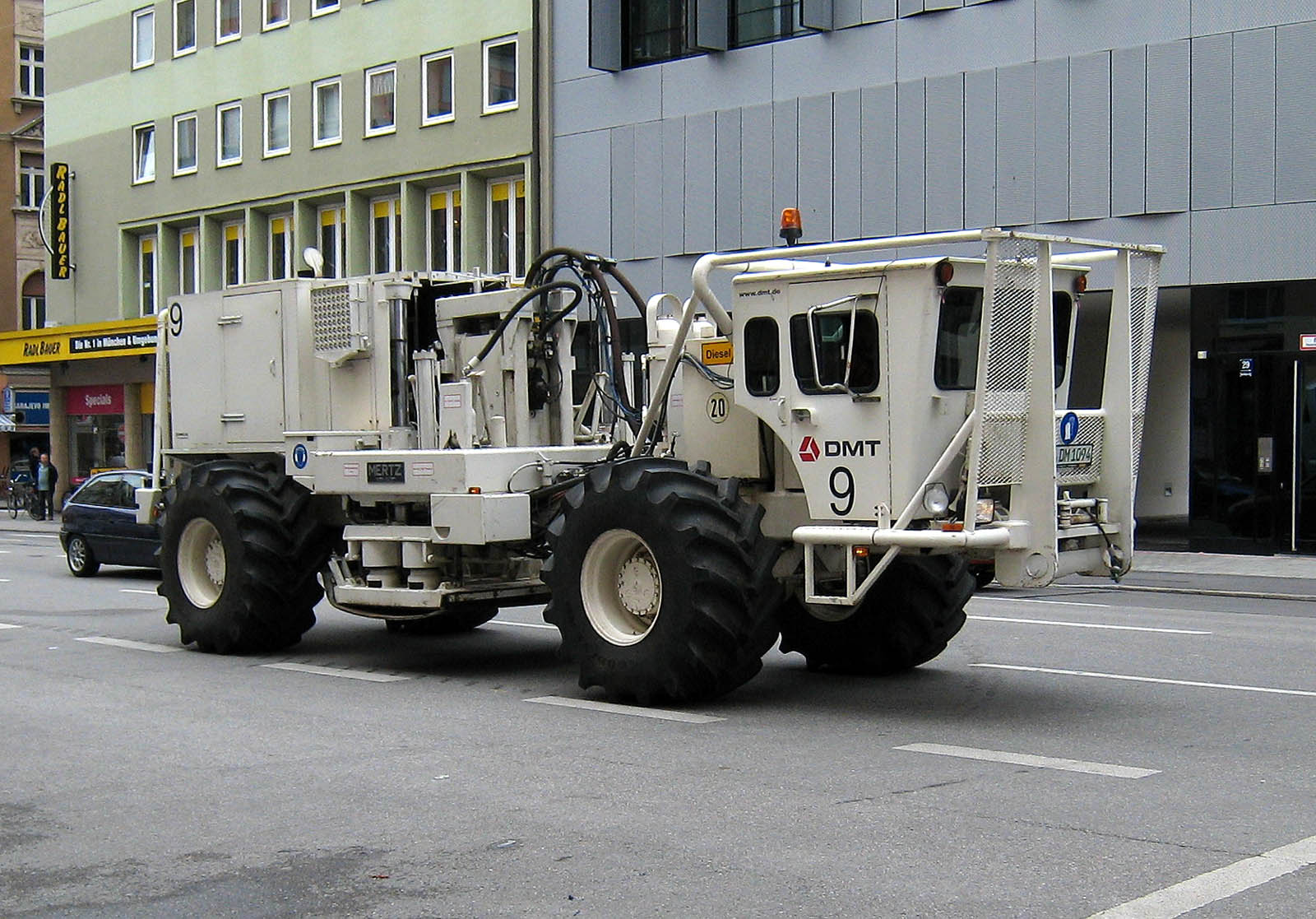
Vibroseis-Fahrzeug

Um das Erdbeben auslösen zu können, stiehlt der Anführer der Gruppe, Priest, ein Vibroseis-Fahrzeug (im Buch als „seismischer Vibrator“ bezeichnet) und tötet dessen Fahrer. Als der Gouverneur der Drohung nicht nachgeben will, wird ein kleines Erdbeben ausgelöst. Um dies zu bewerkstelligen, hilft die Seismologin Melanie, die sich in der Gruppe befindet, Daten für günstige Stellen zur Schaffung eines Erdbebens zu beschaffen. Kennt man die Stellen, bei denen sich an den tektonischen Platten genügend Druck aufgebaut hat, könnte beispielsweise mit einer Ladung Dynamit ein Erdbeben ausgelöst werden. 
Das FBI betraut Judy Maddox mit der Untersuchung des Falles. Sie ist die Tochter eines irisch-amerikanischen Vaters und einer vietnamesischen Mutter und beabsichtigt Karriere beim FBI zu machen. Zuerst zeigt sie sich entrüstet darüber, welch ein Anfänger-Fall ihr zugeteilt wurde, da die Drohung ein Erdbeben auszulösen als Spinnerei abgetan wird. Aber allmählich beginnt Maddox, Interesse zu entwickeln. Da zu dieser Zeit gerade ihr Vorgesetzter wechselt, und die beiden einander nicht leiden können, legt ihr dieser fortwährend Steine in den Weg und zieht sie schließlich wieder ganz von dem Fall ab. Von diesem Moment an beginnt sie, auf eigene Faust zu recherchieren.

## Hörbuch
Das gleichnamige Hörbuch erschien im Mai 2005 beim Bastei-Verlag. Hierbei handelt es sich um die gekürzte Fassung des Romans. Das Hörbuch geht 355 Minuten und besteht aus fünf CDs. Es liest Franziska Pigulla. ISBN 3-404-77027-7